# バベルの塔 (ブリューゲル)
『バベルの塔』（バベルのとう（蘭: De Toren van Babel、独: Turmbau zu Babel））はフランドルの画家ピーテル・ブリューゲルが描いた絵画。
『旧約聖書』の『創世記』に登場するバベルの塔を主題としてブリューゲルが描いた作品は3点が知られており、そのうち最初の1点は、象牙を支持体として描かれていた。この作品はブリューゲルがローマ滞在時に描いた細密画だったが、伝世していない。残る2点は現存し、サイズの大きな作品（以下『大バベル』）がウィーンの美術史美術館に、サイズの小さな作品（以下『小バベル』）がロッテルダムのボイマンス・ヴァン・ベーニンゲン美術館に、それぞれ所蔵されている。どちらの作品も木板に油彩で描かれた板絵である。
ボイマンス・ヴァン・ベーニンゲン美術館が所蔵する『小バベル』は、美術史美術館が所蔵する『大バベル』の半分程度の大きさである。両作品の構成は酷似しているが、塔、上空、塔周囲の背景など、細部の描写には差異がある。『大バベル』の画面左下前面には、『創世記』に登場するニムロド王と考えられる人物を中心とした人々が描かれている。ニムロドはバベルの塔の建設を命じたとされる人物ではあるが、『創世記』中で明言されているわけではない。また、『大バベル』の塔は大都市に面して立つが、『小バベル』では開けた田園風景に囲まれている。

『創世記』には、同じ言語を話す人々が自分たちの名声を高めるとともに、人々が他の地に散逸するのを妨げるためにバベルの塔の建築を始めたことが記されている。
彼らはまた言った、『さあ、町と塔とを建てて、その頂を天に届かせよう。そしてわれわれは名を上げて、全地のおもてに散るのを免れよう』。

## 概説と解釈
ブリューゲルが描いた、帝政ローマ期の建造物に見られるような数多くのアーチで構成されたバベルの塔は、意図的にコロッセオに擬して表現されている。これは、キリスト教徒にとってコロッセオそのものが尊大さと迫害の象徴と言える存在だったためである。ブリューゲルは1552年から1553年にかけてローマに滞在した。その後、画家としての主な活動場所だったアントウェルペンに戻ったブリューゲルは、ローマ滞在時に目にした歴史的史跡などの版画を、版画業者のヒエロニムス・コックと共同で制作している。『大バベル』と『小バベル』には、これらの版画に表現された詳細描写が活かされている。
古代都市バビロンとローマ帝国との類似点は、とくにブリューゲルと同時代の人々にとって特別な意味を持っていた。永遠の都といわれ皇帝カエサルが統治する帝国の首都ローマだったが、その衰退と滅亡は現世におけるあらゆる尽力に対する空虚と無常の象徴となった。さらにバベルの塔も、聖書だけではなくあらゆる宗教的儀式をラテン語で執行していたカトリック教会と、それらを世俗の言語で実施し、当時のネーデルラントで広まりつつあったプロテスタントとの間の、宗教的論争の象徴になっていた。聖書研究史の大きな転機ともいえる、1568年からアントウェルペンで6か国語に翻訳された世俗語聖書（en:Plantin Polyglot）の出版もあいまって、バベルの塔という題材が当時の時事的関心を広く集めていた可能性もある。
『バベルの塔』では、傾斜地にアーチを垂直に建設するさまが描かれている。このことが塔の構成を不安定に見せており、すでに崩壊しかかったアーチも存在している。塔の基部および下層はほぼ完成しているが、高層部分は建築途中となっている。

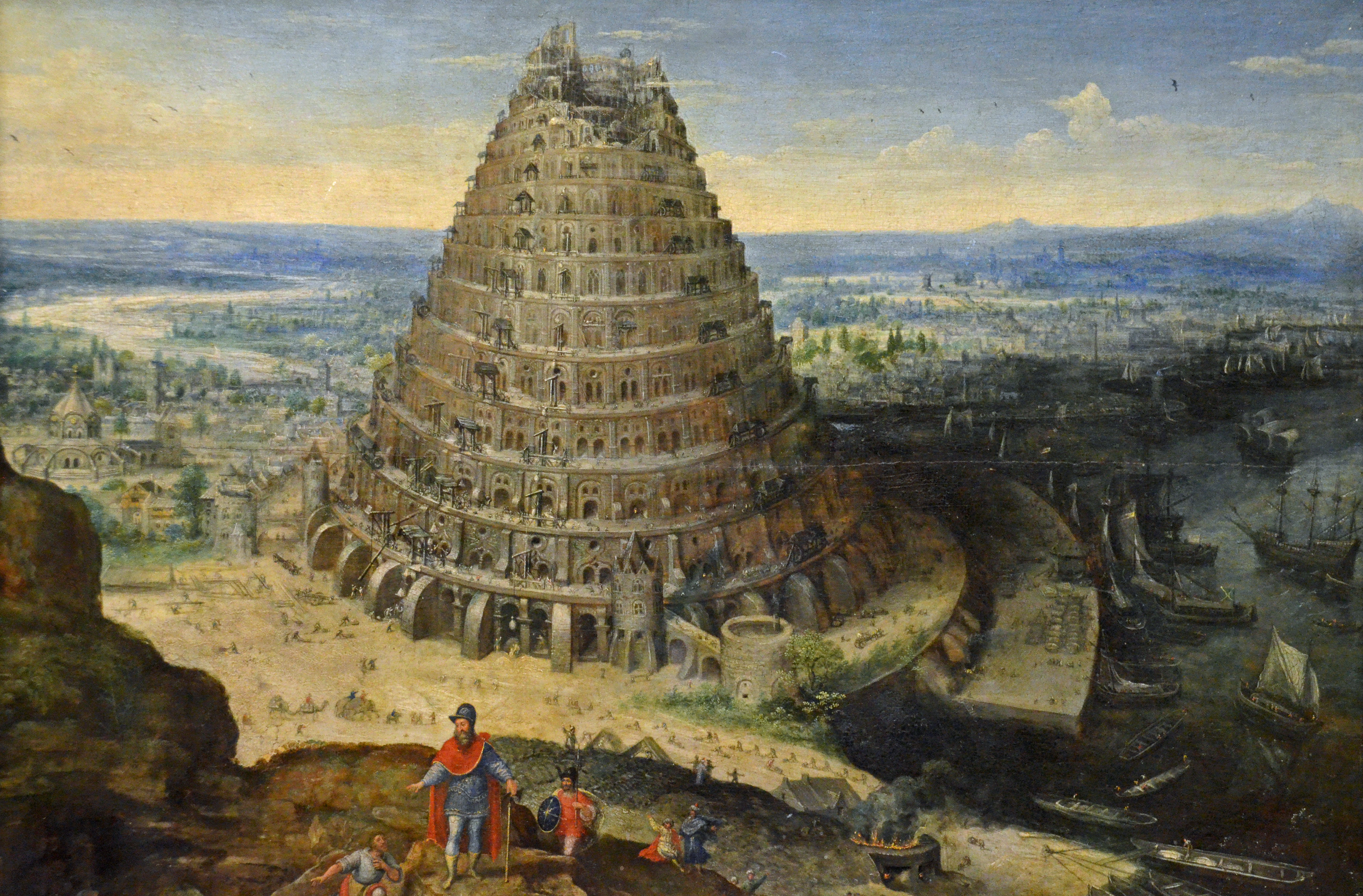
ルーカス・ファン・ファルケンボルフ『バベルの塔』（1594年、ルーヴル美術館所蔵）

ブリューゲルと同時代の画家ルーカス・ファン・ファルケンボルフも、1560年代にバベルの塔を描いており、さらにキャリア後期の、おそらくはブリューゲルの作品を目にした後に、再度『バベルの塔』を描いた。どちらの作品も、16世紀から17世紀における伝統的な作風でバベルの塔が表現されている。
ブリューゲルが『旧約聖書』を題材として描いた作品は『バベルの塔』と『サウルの自害』だけである。どちらも増長者が罰を受ける物語と解釈されており、ブリューゲルも間違いなく意図的に、この解釈でこれらの作品を描いている。さらに忙しく働く技術者、石工、職人たちはもう一つの教訓、つまり人間がどれだけ努力しようとも終局的には無益に帰してしまうことを示唆している。ニムロドが建設しようとしたバベルの塔は、ドイツの風刺作家ゼバスティアン・ブラントの著作『阿呆船』にも、同様の教訓の題材として使用されている。
ブリューゲルの建築、建造物に関する知見は広範で、細部に至るまで正確なものだった。ブリューゲルの死去で未完に終わってしまうが、最後に請け負ったブリュッセルとアントウェルペンを結ぶ運河の掘削事業の記録でも、一連の絵画にブリューゲルの建築に関する能力を見て取ることができる。

『#大バベル』の画面右側の拡大画像。塔内部の突き出す岩が描かれている。

『#大バベル』『#小バベル』ともに、大量のブロックの骨組みの表面に石板を張り付ける工法が描かれている。これは古代ローマ建築における典型的な建築様式であり、コロッセオをはじめとする大規模な建造物に用いられた工法だった。この種の壮大かつ型通りの建造物はブリューゲルの他作品にはほとんど見られないが、当時の画家たちの作品ではよく描かれたモチーフだった。メトロポリタン美術館のキュレーターであるナディネ・オーレンシュタインは、ブリューゲルが『バベルの塔』制作の10年ほど前に、ローマを訪れてコロッセオの遺跡を描いており、その時のドローイングを参考にして描かれたのではないかと推測するが、断定できるまでの見解ではないことも併せて表明している。
『バベルの塔』だけではなく、ブリューゲルの他作品でも習作として描かれたドローイングは一切現存していない。しかしながら、このことがブリューゲルが絵画制作の前に習作を描かなかったということを意味しているわけではない。『バベルの塔』は両作品ともに詳細描写が一致しており、事前に十分な習作を描くことによって完成したと考えられている。山並みが描かれていないことを除けば、『バベルの塔』は「ワールド・ランドスケープ」の主要な構成要素をすべて含んでいる。これはブリューゲルがキャリア初期に描いた作品の多くの風景描写と共通する特徴である。『#大バベル』の塔は、峻険な小山を覆い包むように描かれている。画面中央の建物基部と右上に、それぞれ岩が突き出すように表現されているのがわかる。

## 来歴
『#大バベル』には、画面左下のニムロドと思われる人物像の前にある石材にブリューゲルの署名と制作日が「Brvegel. FE. M.CCCCC.LXIII」(ブリューゲル FE. 1563) と記してある。これは、ブリューゲルの主要なパトロンの一人で、その作品を少なくとも16点は所有していたアントウェルペンの銀行家ニコラース・ヨンゲリンク (en:Nicolaes Jonghelinck) のために、1563年にブリューゲルが描き入れたものである。

## 美術史美術館所蔵の『バベルの塔』の拡大画像

建設途中のバベルの塔を訪れるニムロド王とその取り巻きたち。画面右下の石材にブリューゲルの署名と制作年が記されている。
雲上にあるバベルの塔の最上部。
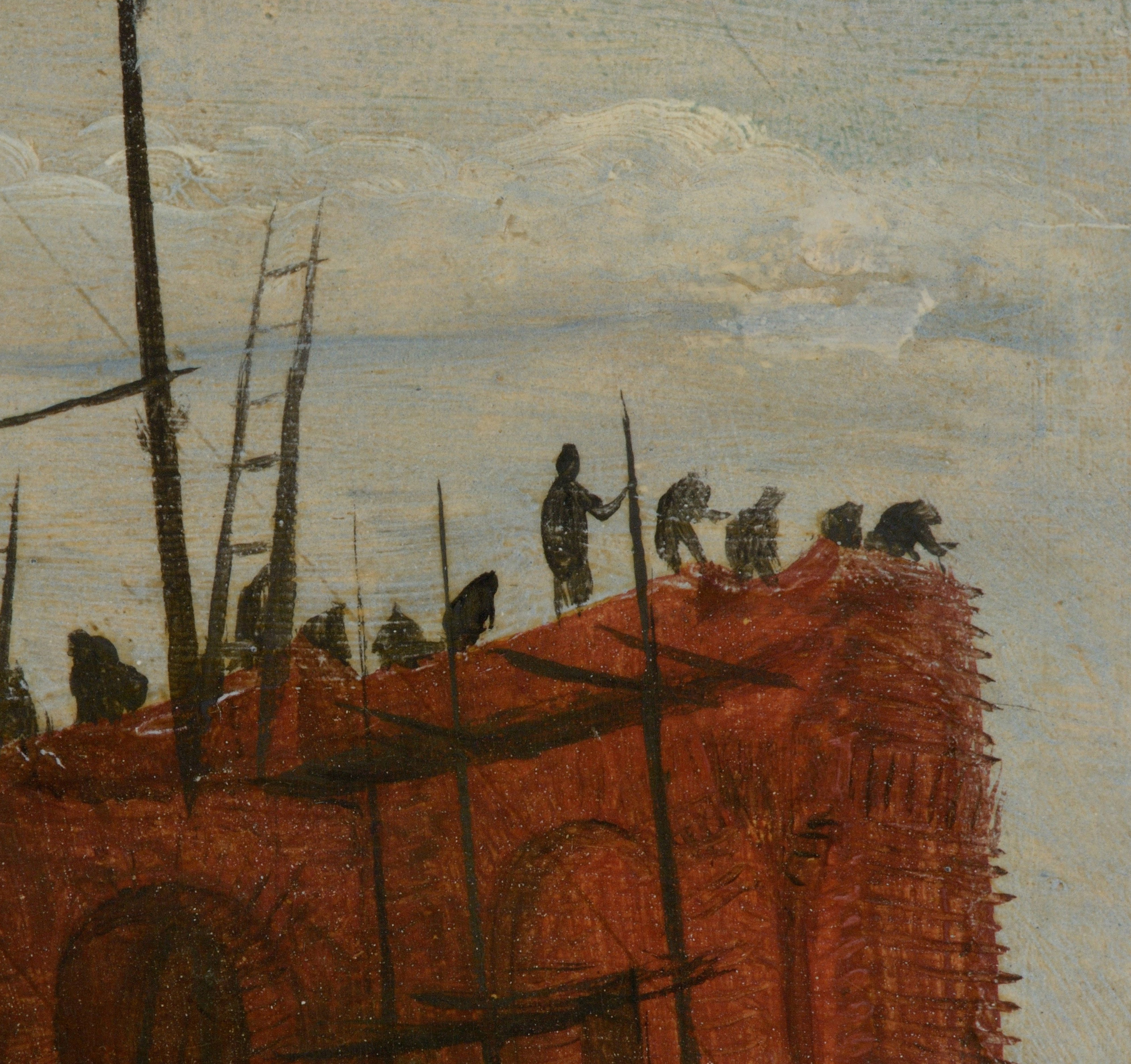
バベルの塔上層部分のレンガ職人たち。
石板を吊り下げた巨大なクレーン。
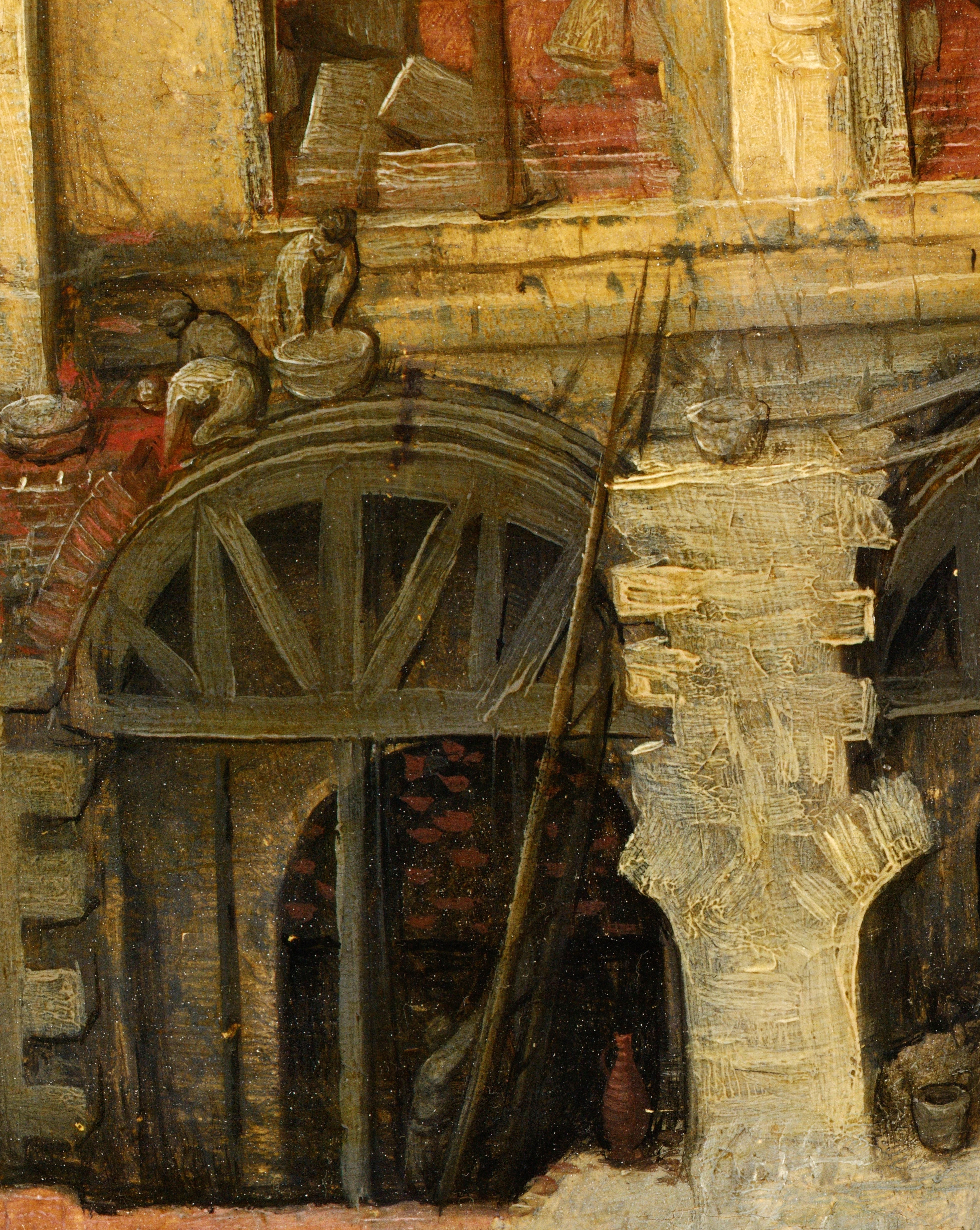
支保工で補強されたヴォールト。
画面左側の背景に描かれた街並みと川が流れる丘陵。

## 大衆文化
・シミュレーションゲームのシヴィライゼーションIIIのボックスパッケージの一部に、『バベルの塔』が使用されている。
・アクションアドベンチャーゲームのシャドウマン (en:Shadow Man (video game)) で、作中の閉鎖病棟と『バベルの塔』がそっくりだということをブリューゲルが知るとさぞかしショックを受けることだろうと、簡潔ではあるが触れられている。
・FPSゲームのコール オブ デューティ ブラックオプス2で、ゾンビモードのマップの壁に『バベルの塔』が描かれている。